# Seeth-Ekholt
Seeth-Ekholt település Németországban, Schleswig-Holstein tartományban. Lakosainak száma 993 fő (2023. december 31.).

## Népesség
A település népességének változása:
| Lakosok száma | 515  | 850  | 859  | 906  | 971  | 993  |
|               | 1975 | 2017 | 2019 | 2021 | 2022 | 2023 |